# Rama (rivière)
Pour les articles homonymes, voir Rama.
La Rama est une rivière de Bosnie-Herzégovine. Elle est un affluent droit de la Neretva.
La Rama appartient au bassin versant de la mer Adriatique. Elle n'est pas navigable.

## Parcours
La Rama coule dans la municipalité de Prozor-Rama, au nord de l'Herzégovine. Elle prend sa source au village de Varvara. Sur son parcours, elle forme le lac de retenue de Rama (Ramsko jezero), qui mesure 7,5 km de long et 4,6 km de large. Une petite partie du cours inférieur de la Rama s'écoule dans le lac de Jablanica (Jablaničko jezero).